# ثابانغ موليفي
ثابانغ موليفي (بالإنجليزية: Thabang Molefe)‏ (مواليد 11 أبريل 1979) هو لاعب كرة قدم. يلعب مع منتخب جنوب أفريقيا لكرة القدم. سبق له أن لعب في كأس العالم لكرة القدم مع منتخب بلاده.

## مسيرته الكروية
لعب ثابانغ موليفي خلال مسيرته الاحترافية مع 4 أندية في عشرة مواسم وسجل خلالها هدفًا واحدًا ضمن 148 مباراة. ولم يفز بأي موسم بالكأس أو بالدوري.
خاض ثابانغ موليفي مسيرته مع نادي جومو كوزموز في موسم 1999–00 ليلعب معه أربعة مواسم، مشاركًا في 102 مباراة ولم يسجل أي هدف. ثم انتقل إلى نادي لومان في موسم 2003–04 ولمدة موسمين، حيث شارك في 25 مباراة سجل خلالها هدفًا واحدًا. لينتقل بعدها إلى نادي أورلاندو بيراتس في موسم 2004–05 واستمر معه طيلة ثلاثة مواسم، مشاركًا في 16 مباراة ولم يسجل أي هدف.

## روابط خارجية
- ثابانغ موليفي على موقع الاتحاد الدولي (مؤرشف)  (الإنجليزية)
- ثابانغ موليفي على موقع رابطة كرة القدم الفرنسية للمحترفين (الإنجليزية)
- ثابانغ موليفي على موقع قاعدة بيانات كرة القدم.إي يو (الإنجليزية)
- ثابانغ موليفي على موقع ناشيونال فوتبول تيمز (الإنجليزية)
- ثابانغ موليفي على موقع Soccerway.com (الإنجليزية)